# Women's National Basketball Association 1999
Women's National Basketball Association 1999 var den tredje säsongen av den amerikanska proffsligan i basket för damer. Säsongen inleddes torsdagen den 10 juni och avslutades lördagen den 21 augusti 1999 efter 192 seriematcher. Lagen i samma Conference mötte varandra fyra gånger, två hemma och två borta, vilket gav totalt 20 omgångar, samt lagen från den andra Conferencen två gånger, en hemma och en borta, vilket gav ytterligare 12 omgångar, totalt 32 matcher. De tre första lagen i varje Conference gick därefter till slutspel som spelades mellan den 24 augusti och 5 september. Houston Comets blev mästare för tredje året i rad efter att ha besegrat New York Liberty med 2-1 i finalserien.
Två nya lag antogs av ligan inför säsongen, Minnesota Lynx från Minneapolis, Minnesota och Orlando Miracle från Florida

## Grundserien
Not: V = Vinster, F = Förluster, PCT = Vinstprocent
- Lag i GRÖN färg till slutspel.
  - Divisionsvinnarna direkt till Conference-final.
  - Tvåan och trean spelar kvartsfinal.
- Lag i RÖD färg har spelat klart för säsongen.

| Lag                | V  | F  | PCT  |
| ------------------ | -- | -- | ---- |
| New York Liberty   | 18 | 14 | .563 |
| Detroit Shock      | 15 | 17 | .469 |
| Charlotte Sting    | 15 | 17 | .469 |
| Orlando Miracle    | 15 | 17 | .469 |
| Washington Mystics | 12 | 20 | .375 |
| Cleveland Rockers  | 7  | 25 | .219 |

| Lag                 | V  | F  | PCT  |
| ------------------- | -- | -- | ---- |
| Houston Comets      | 26 | 6  | .813 |
| Los Angeles Sparks  | 20 | 12 | .625 |
| Sacramento Monarchs | 19 | 13 | .594 |
| Phoenix Mercury     | 15 | 17 | .469 |
| Minnesota Lynx      | 15 | 17 | .469 |
| Utah Starzz         | 15 | 17 | .469 |

## Slutspelet
- De tre bästa lagen från varje Conference gick till slutspel.
- Den första omgången avgjordes i en match.
- Conferencefinalen och WNBA-finalen avgjordes i bäst av tre matcher.

|  | Kvartsfinal Bäst av 1 | Kvartsfinal Bäst av 1 | Kvartsfinal Bäst av 1 |             |   | Conference Final Bäst av 3 | Conference Final Bäst av 3 | Conference Final Bäst av 3 |  |  | WNBA Final Bäst av 3 | WNBA Final Bäst av 3 | WNBA Final Bäst av 3 |
|  |                       |                       |                       |             |   |                            |                            |                            |  |  |                      |                      |                      |
|  |                       |                       |                       |             |   |                            |                            |                            |  |  |                      |                      |                      |
|  |                       | E1                    | New York              | 2           |   |                            |                            |                            |  |  |                      |                      |                      |
|  | Eastern Conference    | E1                    | New York              | 2           |   |                            |                            |                            |  |  |                      |                      |                      |
|  |                       |                       | E3                    | Charlotte   | 1 |                            |                            |                            |  |  |                      |                      |                      |
|  | E2                    | Detroit               | E3                    | Charlotte   | 1 | 54                         |                            |                            |  |  |                      |                      |                      |
|  | E2                    | Detroit               |                       |             |   | 54                         |                            |                            |  |  |                      |                      |                      |
|  | E3                    | Charlotte             | 60                    |             |   |                            |                            |                            |  |  |                      |                      |                      |
|  |                       |                       |                       |             |   |                            |                            |                            |  |  | E1                   | New York             | 1                    |
|  |                       |                       | W1                    | Houston     | 2 |                            |                            |                            |  |  |                      |                      |                      |
|  |                       |                       |                       |             |   |                            |                            |                            |  |  |                      |                      |                      |
|  |                       |                       |                       |             |   |                            |                            |                            |  |  |                      |                      |                      |
|  |                       | W1                    | Houston               | 2           |   |                            |                            |                            |  |  |                      |                      |                      |
|  | Western Conference    | W1                    | Houston               | 2           |   |                            |                            |                            |  |  |                      |                      |                      |
|  |                       |                       | W2                    | Los Angeles | 1 |                            |                            |                            |  |  |                      |                      |                      |
|  | W2                    | Los Angeles           | W2                    | Los Angeles | 1 | 71                         |                            |                            |  |  |                      |                      |                      |
|  | W2                    | Los Angeles           |                       |             |   | 71                         |                            |                            |  |  |                      |                      |                      |
|  | W3                    | Sacramento            | 58                    |             |   |                            |                            |                            |  |  |                      |                      |                      |

### WNBA-final
Houston Comets vs New York Liberty
| Match   | Datum       | Hemmalag | Bortalag | Resultat |
| ------- | ----------- | -------- | -------- | -------- |
| Match 1 | 2 september | New York | Houston  | 60 - 73  |
| Match 2 | 4 september | Houston  | New York | 67 - 68  |
| Match 3 | 5 september | Houston  | Phoenix  | 59 - 47  |

Houston Comets vann finalserien med 2-1 i matcher